# أسراوا (سقز)
قرية أسراوا (بالكردية: ئەسراوا) هي إحدى القرى التابعة لـسرا في ريف قسم مركزي من مقاطعة سقز، في محافظة كردستان الإيرانية.

## السكان
حسب إحصاءات سنة 2006، بلغ إجمالي السكان في أسراوا 67 نسمة وعدد المساكن 16 مسكن. لغة سكان أسراوا هي اللغة الكردية وهم من أهل السنة والجماعة والمذهب الشافعي.